# John Godey
John Godey est le nom de plume de Morton Freedgood, écrivain américain né le 20 juillet 1912 à Brooklyn et mort le 16 avril 2006 à West New York dans le New Jersey.

## Biographie
Après des études à l’Université de New York, il travaille après la Seconde Guerre mondiale comme chargé de relations publiques pour l’industrie cinématographie, United Artists, 20th Century Fox et Paramount Pictures.
Il publie également quelques nouvelles dans Cosmopolitan, Esquire et Collier's Weekly.
Il écrit ses premiers romans en 1947, tout d’abord, Yankee Trader, signé Stanley Morton, puis The Gun and Mr. Smith, signé John Godey.
En 1967, il crée le personnage de Jack Albany, acteur minable que l’on retrouve dans A Thrill a Minute with Jack Albany et Never Put Off Till Tomorrow What You Can Kill Today. Dick Van Dyke l’interprètera à l’écran. 
En 1973, il écrit son chef-d’œuvre The Taking of Pelham One Two Three racontant l’histoire d’un prise d’otages dans une rame de métro par une bande de gangsters. Ce roman sera adapté à trois reprises au cinéma et à la télévision.

## Œuvre

### Romans signés Stanley Morton
- Yankee Trader, 1947

### Romans signés John Godey
- The Gun and Mr. Smith, 1947
- The Blue Hour, 1948
- The Man in Question, 1951
- This Year's Death, 1953
- The Wall-to-Wall Trap, 1957
- The Clay Assassin, 1959
- The Fifth House, 1960
  - Frappez sans entrer, Série noire no 667, 1961
- A Thrill a Minute with Jack Albany, 1967[2]
  - Frissons garantis, Série noire no 1092, 1966, réédition La Poche noire no 102, 1970, réédition Carré noir no 380, 1981
- Never Put Off Till Tomorrow What You Can Kill Today, 1970
  - La Java des guignols, Série noire no 1384, 1970
- The Three Worlds of Johnny Handsome, 1972
  - Johnny Belle-Gueule, Série noire no 1514, 1972
- The Taking of Pelham One Two Three, 1973
  - Arrêt prolongé sous Park Avenue, Flammarion, 1973
    - réédition sous le titre Mainmise sur le métro, Sélection du Reader's Digest, 1974
    - réédition sous le titre Les Pirates du métro, J’ai Lu no 592, 1975
- The Talisman, 1976
- The Snake, 1978
  - Le Rôdeur de Central Park, Table ronde, 1980, réédition Sélection du Reader's Digest, 1980
- Nella, 1980
- Fatal Beauty, 1984
  - Beauté écarlate, collection Service secret, Presses de la cité, 1986

### Mémoire
- The Crime of the Century and Other Misdemeanors: Recollections of Boyhood, 1974

### Nouvelles
- The Pretenders, 1947
- The Man from Tomorrow, 1948
- The Great Dogwagon Robbery, 1948
- The Paintbox, 1953
- The Wrong Way to Win a War, 1953
- The Lovers, 1956
- It’s All Quite Painless, 1957
  - Sans douleur, Alfred Hitchcock magazine no 52, 1965

## Adaptations

### Adaptations deThe Taking of Pelham One Two Three
- Les Pirates du métro réalisé par Joseph Sargent en 1974
- Le Métro de l'angoisse, téléfilm réalisé par Félix Enríquez Alcalá en 1998
- L'Attaque du métro 123 réalisé par Tony Scott en 2009

### Autres adaptations
- Frissons garantis, adaptation de A Thrill a Minute with Jack Albany, réalisé par Jerry Paris en 1968
- Johnny Belle Gueule, adaptation de The Three Worlds of Johnny Handsome, réalisé par Walter Hill en 1989

## Sources
- Claude Mesplède (dir.) (préf. Daniel Pennac  et François Guérif), Dictionnaire des littératures policières, t. 1 : A-I, Nantes, Joseph K, coll. « TEMPS NOIR », 22 novembre 2007, 1054 p. (ISBN 978-2-910686-44-4 et 2910686442, OCLC 775022579), p. 847.
- Claude Mesplède et Jean-Jacques Schleret, SN Voyage au bout de la noire, Futuropolis, 2 octobre 1982, 478 p. (ISBN 2-7376-5354-1 et 978-2737653544), p. 157.